# Alucita flaviserta
Alucita flaviserta là một loài bướm đêm thuộc họ Alucitidae. Loài này có ở Mozambique.